# Prague Open 2003
Il Prague Open 2003 è stato un torneo professionistico maschile di tennis facente parte della categoria ATP Challenger Series nell'ambito dell'ATP Challenger Series 2003, con un montepremi di 100.000 $. Il torneo si è giocato sui campi in terra rossa dell'I. ČLTK Prague sull'isola di Štvanjce a Praga in Repubblica Ceca dal 19 al 24 maggio 2003.

## Vincitori

### Singolare
Sjeng Schalken ha battuto in finale  Albert Montañés con il punteggio di 1–6, 6–1, 6–4

### Doppio
Tomáš Berdych /  Michal Navrátil hanno battuto in finale  Martín García /  Sebastián Prieto con il punteggio di 6–4, 3–6, 6–4